# Гологузка (Псковская область)
Гологузка (латыш. Galaguzka) — деревня в России, в Гавровской волости Пыталовского района Псковской области.
Деревня расположена в 32 км к юго-западу от города Пыталово у железной дороги, западнее деревни Скангали.
C 1920 до 1944 гг. входила в состав Яунлатгальского (Абренского) уезда Латвии.

## Население
| 2001 | 2002 | 2010 |
| ---- | ---- | ---- |
| 41   | ↘40  | ↘32  |

Численность населения деревни к началу 2001 года составляла 41 житель.